# Starhembergové
Starhembergové (německy (von) Starhemberg) jsou rakouský šlechtický rod původem z Horních Rakous. Vlastnili zejména panství Steyr a Steinbach. Od roku 1643 měli titul říšská hrabata (Reichsgrafen), roku 1765 byli povýšeni do stavu říšských knížat (Reichsfürsten).
Na zámku Starhemberg v hornorakouském Eferdingu se nachází rodové muzeum.

## Pohřebiště
V 16. a 17. století byla pohřební kaple Starhembergů ve farním kostele v Hellmonsödtu nejdůležitějším pohřebištěm rodiny. Dnes se v hrobce nachází deset rakví členů rodiny, z nichž jedna obsahuje 450 let starou dětskou mumii (náležející s největší pravděpodobností Reichardu Wilhelmovi, 1625–1626).[zdroj?] Ve vídeňském Skotském kostele (Schottenkirche) je pohřben hrabě Arnošt Rüdiger (1638–1701), obránce Vídně před Turky v roce 1683. Většina knížat z rodu je pohřbena ve farním kostele v Eferdingu, včetně Ernsta Rüdigera (1899–1956).

## Osobnosti rodu

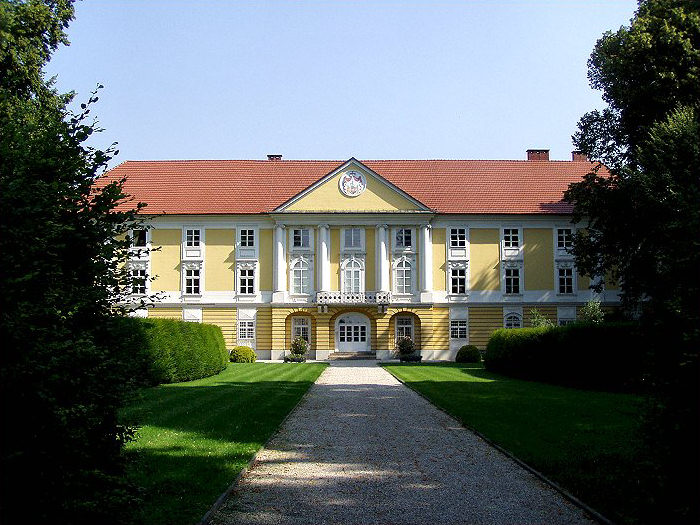
Zámek Starhemberg

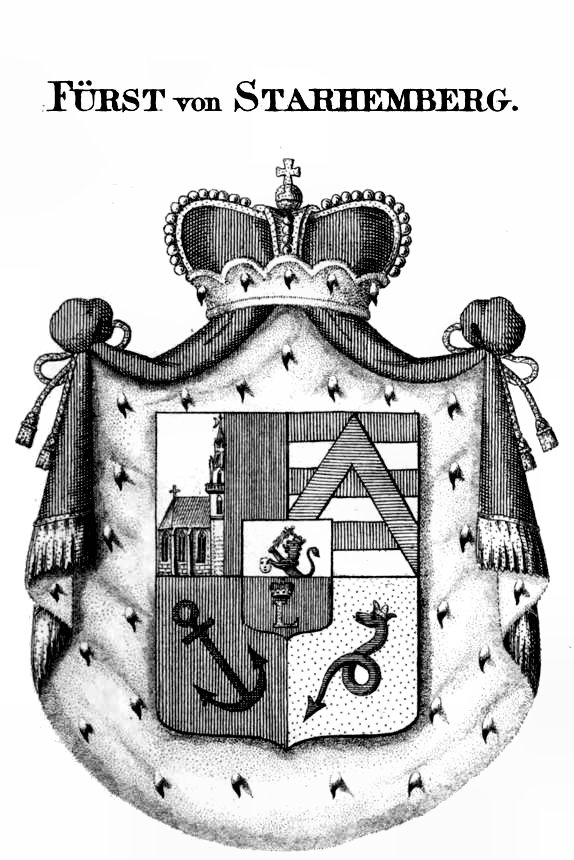
Znak knížat ze Starhembergu

- Eberhard IV. ze Starhembergu (asi 1370–1429), byl salcburským arcibiskupem od roku 1427 až do své smrti
- Vendelína Bohunka ze Starhembergu († 1530), manželka českého šlechtice Jošta III. z Rožmberka, zemřela při porodu jejich dcery
- Jindřich Vilém ze Starhembergu (1593–1675), nejvyšší dvorský maršálek 1637–1674, 1643 povýšen na hraběte
- Konrád Baltazar ze Starhembergu (1612–1687), místodržitel v Dolních Rakousích 1663–1687, 1643 povýšen na hraběte
- Arnošt Rüdiger ze Starhembergu (1638–1701), rakouský polní maršál, obránce Vídně proti Turkům v roce 1683, velitel vídeňské domobrany
- Maxmilián Lorenc ze Starhembergu (1640–1689), císařský polní maršál a velitel pevnosti Philippsburg, bratr Arnošta Rüdigera
- Gundakar Tomáš ze Starhembergu (1663–1745), rakouský státník a finančník, prezident dvorské komory
- Guido ze Starhembergu (1657–1737), rakouský polní maršál, vojevůdce války o španělské dědictví
- František Otakar ze Starhembergu (1662–1699), rakouský diplomat, vyslanec ve Švédsku (1692–1699)
- Maxmilián Adam ze Starhembergu (1669–1741), rakouský polní maršál
- Konrád Zikmund ze Starhembergu (1689–1727), rakouský diplomat, vyslanec ve Velká Británie (1722–1726)
- Otakar František ze Starhembergu (1681–1733), rakouský generál, zemský velitel v Čechách (1730–1733)
- František Antonín ze Starhembergu (1691–1743), rakouský diplomat a dvořan, císařský nejvyšší štolba (1738–1742), tchán státního kancléře knížete Václava Antonína Kounice
- Jiří Adam kníže ze Starhembergu (1724-1807), rakouský diplomat, státník a dvořan, velvyslanec ve Francii (1753–1765), císařský nejvyšší hofmistr (1783–1807), 1765 povýšen na knížete
- Marie Ernestina z Esterházy-ze Starhemberguu (1754-1813), aktérka skandálu Esterházy-Starhemberg
- Ludvík kníže ze Starhembergu (1762–1833), rakouský diplomat, velvyslanec ve Velké Británii (1793–1810)
- Antonín Gundaker ze Starhembergu (1777–1842), císařský generál, účastník napoleonských válek
- Arnošt Rüdiger von Starhemberg (1861–1927), rakouský politik a velkostatkář
- Františka ze Starhembergu (1875–1943), rakouská politička za křesťansko-sociální stranu
- Arnošt Rüdiger von Starhemberg (1899–1956), rakouský politik, vicekancléř Rakouska
- Heinrich Starhemberg (1934–1997), syn Arnošta Rüdigera a Nory Gregor, herec a spisovatel píšící pod pseudonymem Henry Gregor